# Modelarstwo kartonowe

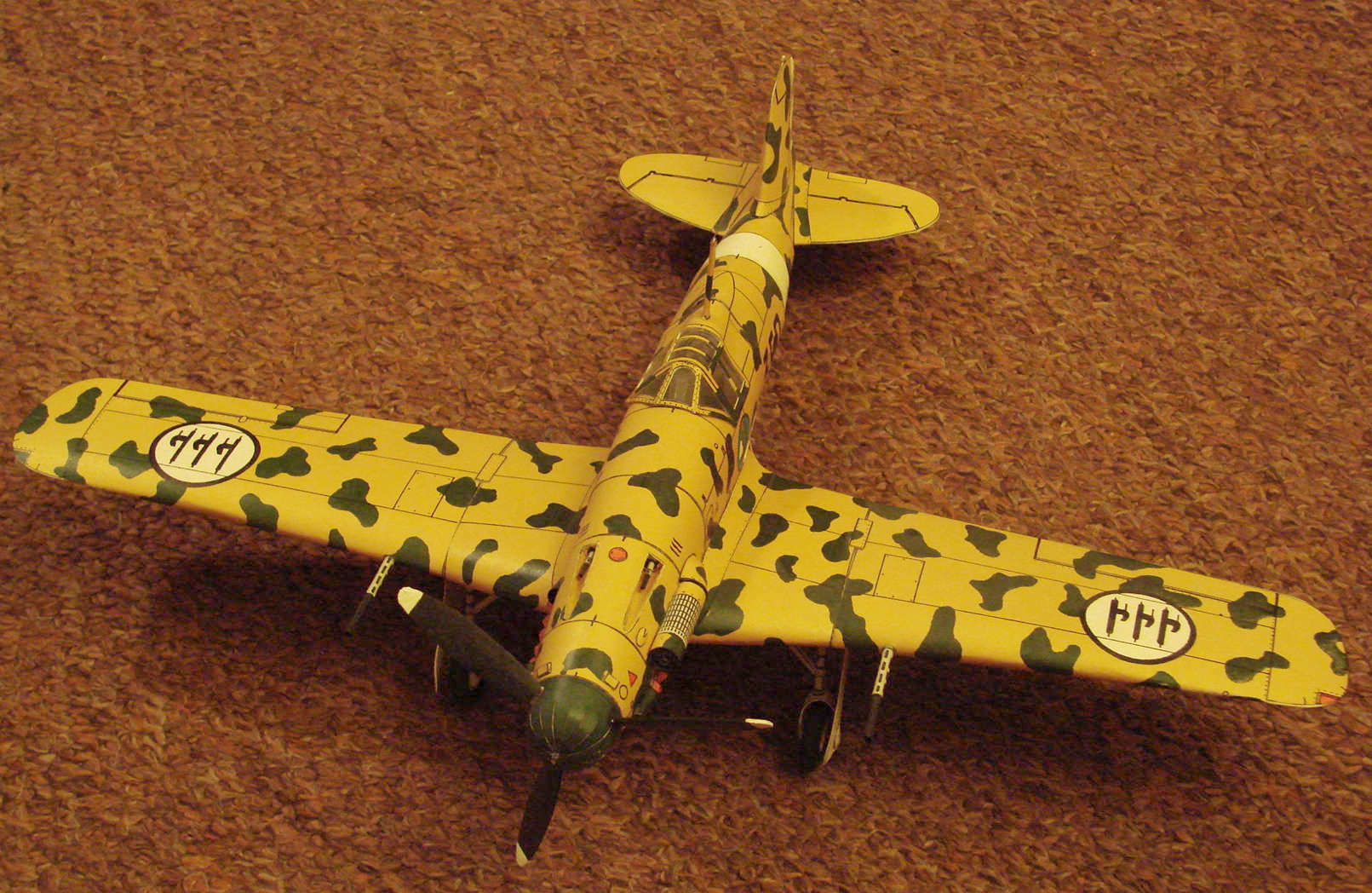
Model kartonowy samolotu
Fiat G-55

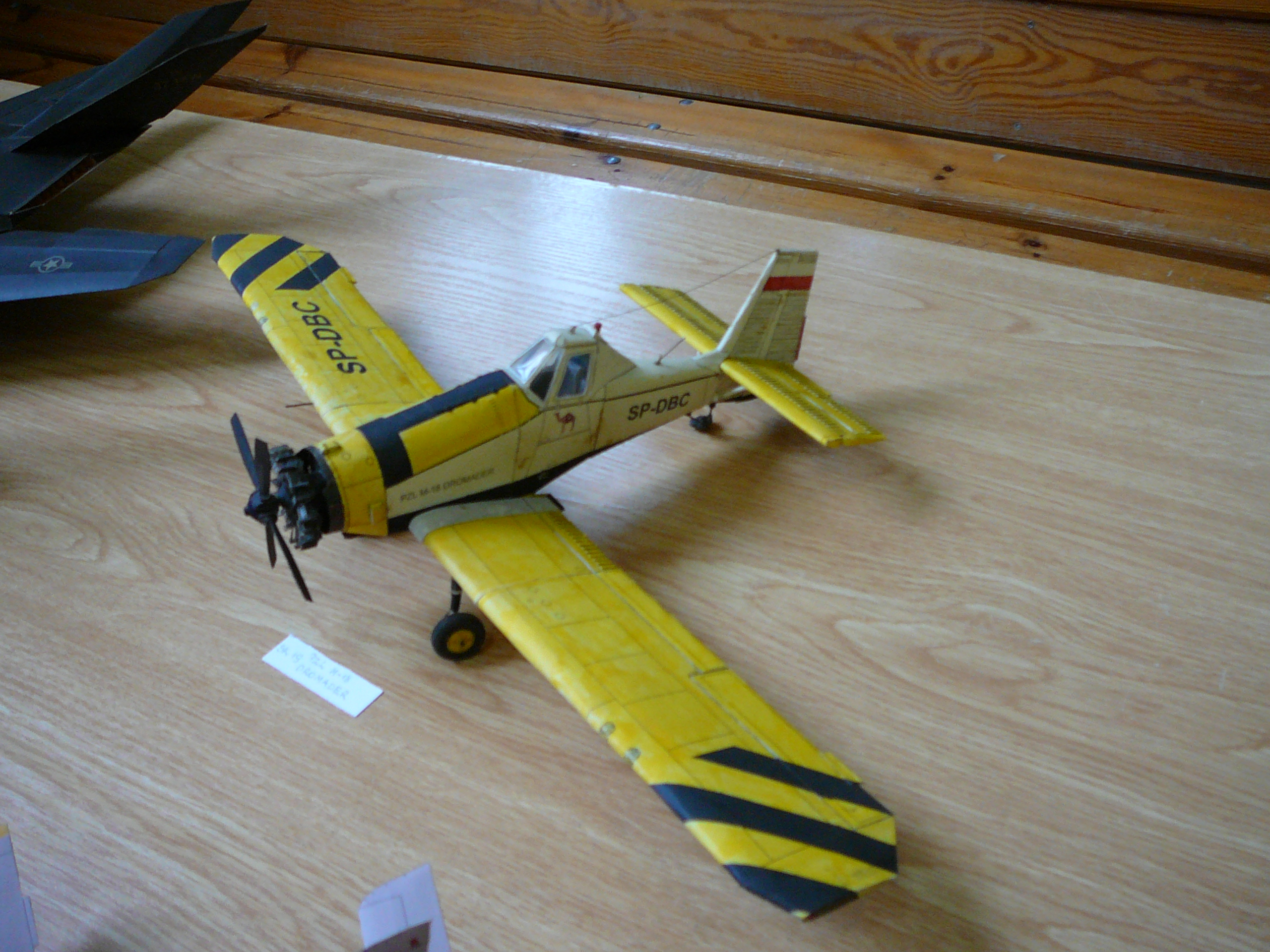
Kartonowy model redukcyjny samolotu PZL M-18 Dromader

Modelarstwo kartonowe – rodzaj modelarstwa, w którym głównym budulcem jest karton, brystol, tektura oraz inne pochodne papieru. Jest to też jeden z najpopularniejszych rodzajów modelarstwa redukcyjnego z uwagi na mały koszt materiałów i dużą liczbę modeli będących w sprzedaży.
Modele przeważnie drukowane są na kartonie o standardowych formatach A4 lub A3. Elementy wzbogacające mogą być także wykonane z drutu, sznurka, elementów fototrawionych, drewna i tworzyw sztucznych. Najczęściej spoiwem są kleje do drewna typu wikol, butapren, a także kleje cyjano-akrylowe. Modele można uatrakcyjnić montując np. silniczki napędzające śmigła w samolotach.
Modelarze często wykorzystują zamieszczone rysunki do wykonania modeli z innych materiałów np. z blachy, drewna.

## Narzędzia
- nożyczki
- ostry nożyk
- skalpel
- linijka
- pinceta

## Materiały
- gruba i cienka tektura
- karton
- klej (np. wikol, hermol, butapren, Brand Clear Glue)
- drut stalowy i miedziany różnej średnicy (maszty, relingi, osie, lufy)
- listewki drewniane
- gładź szpachlowa
- bezbarwne lakiery

itp. 
Stosując dodatkowe materiały i zabiegi można poprawić znacząco estetykę wykonania modelu, np. można wyszpachlować i pomalować kadłub statku wodnego aby uzyskać idealnie obłe kształty. 

## Wydawnictwa
- Mały Modelarz - modele samolotów, pojazdów i okrętów.
- WAK - modele samolotów, pojazdów, okrętów, żaglowców i budowli.

## Zawody
Odbywają się liczne zawody i konkursy modeli kartonowych.
Zazwyczaj dotyczą modeli statycznych, ale bywają też zawody latających modeli kartonowych.
Najczęściej z kartonu buduje się (w nawiasach najpopularniejsza skala):
- Modele samolotów i śmigłowców (1:33)
- Modele pojazdów kołowych i gąsienicowych, a także małych samolotów - najczęściej pojazdy wojskowe (skala 1:25)
- Modele statków i okrętów (1:200)
- Modele budowli - często wykorzystywane przez architektów (1:100)
- Modele kolejowe - pociągi i budynki (1:87 - H0)
- Modele rakiet i promów kosmicznych